# Giovanni Antonio Porcheddu

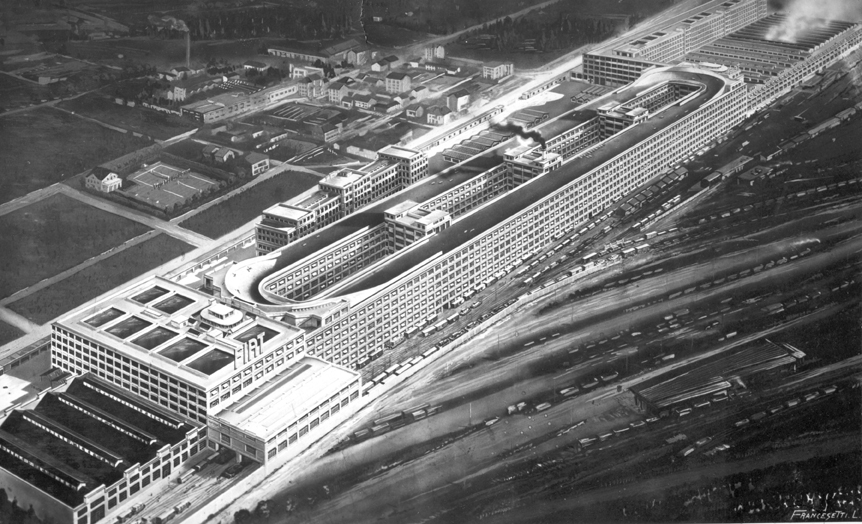
Fiat-Werk in Lingotto, Turin, um 1928

Giovanni Antonio Porcheddu (* 26. Juni 1860 in Ittiri; † 17. Oktober 1937 in Turin) war ein italienischer Bauingenieur und Unternehmer.
Mit seiner Planungs- und Baufirma und einer Lizenz von François Hennebique verhalf er in Italien dem Bauen in armiertem Beton zum Durchbruch. Wegen seiner großen Industrie- und Infrastrukturbauten, etwa dem Fiatwerk in Lingotto bei Turin oder der Fabrik Olivetti in Ivrea, die zum UNESCO-Welterbe zählt, gilt er als Pionier der Eisenbetontechnik und als ein Vorläufer der modernen Architektur. Er hat einen bedeutenden Beitrag zur Geltung der Stadt Turin als italienisches «Laboratorium der Moderne» geleistet.

## Leben

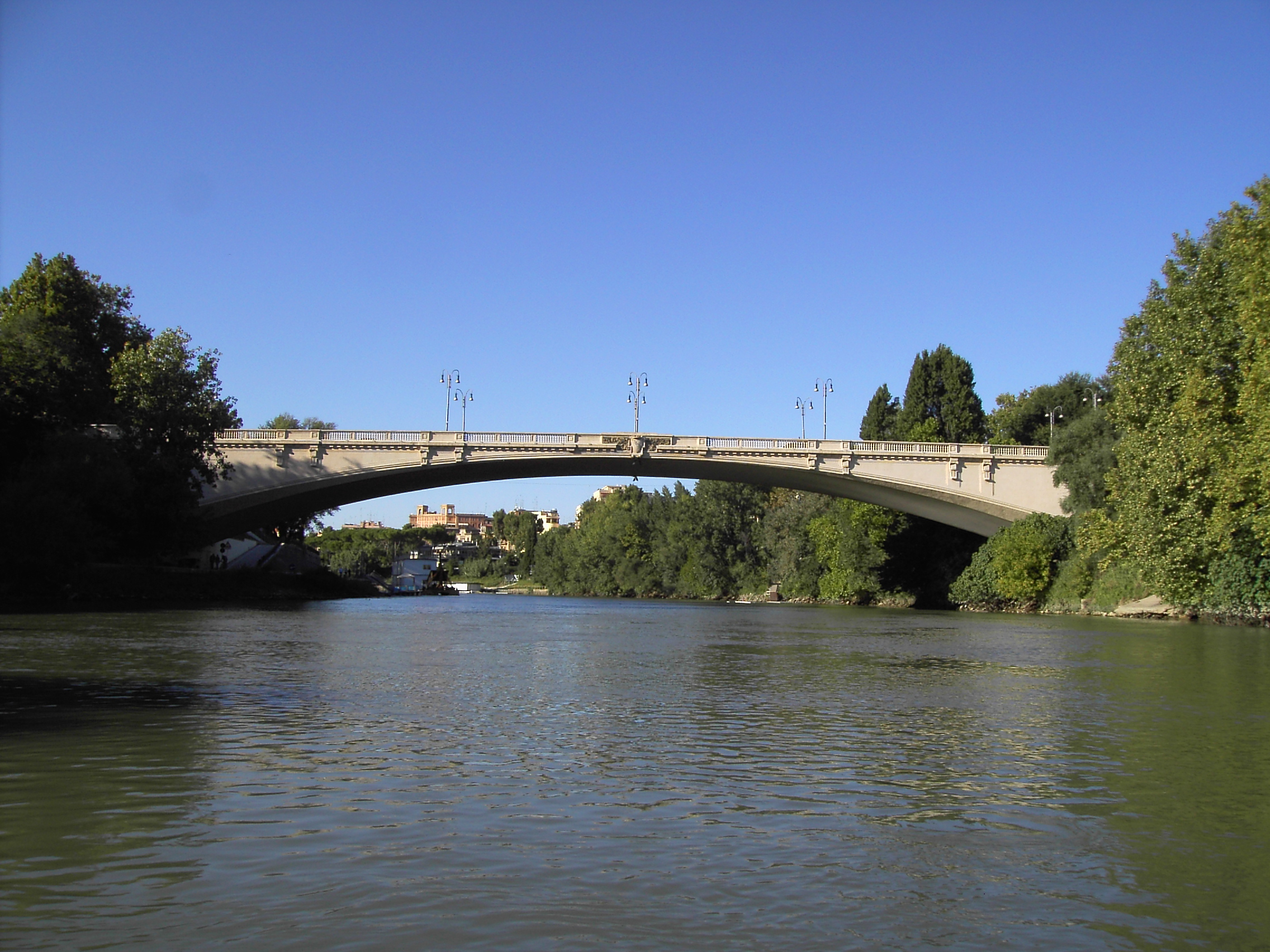
Ponte del Risorgimento, Rom

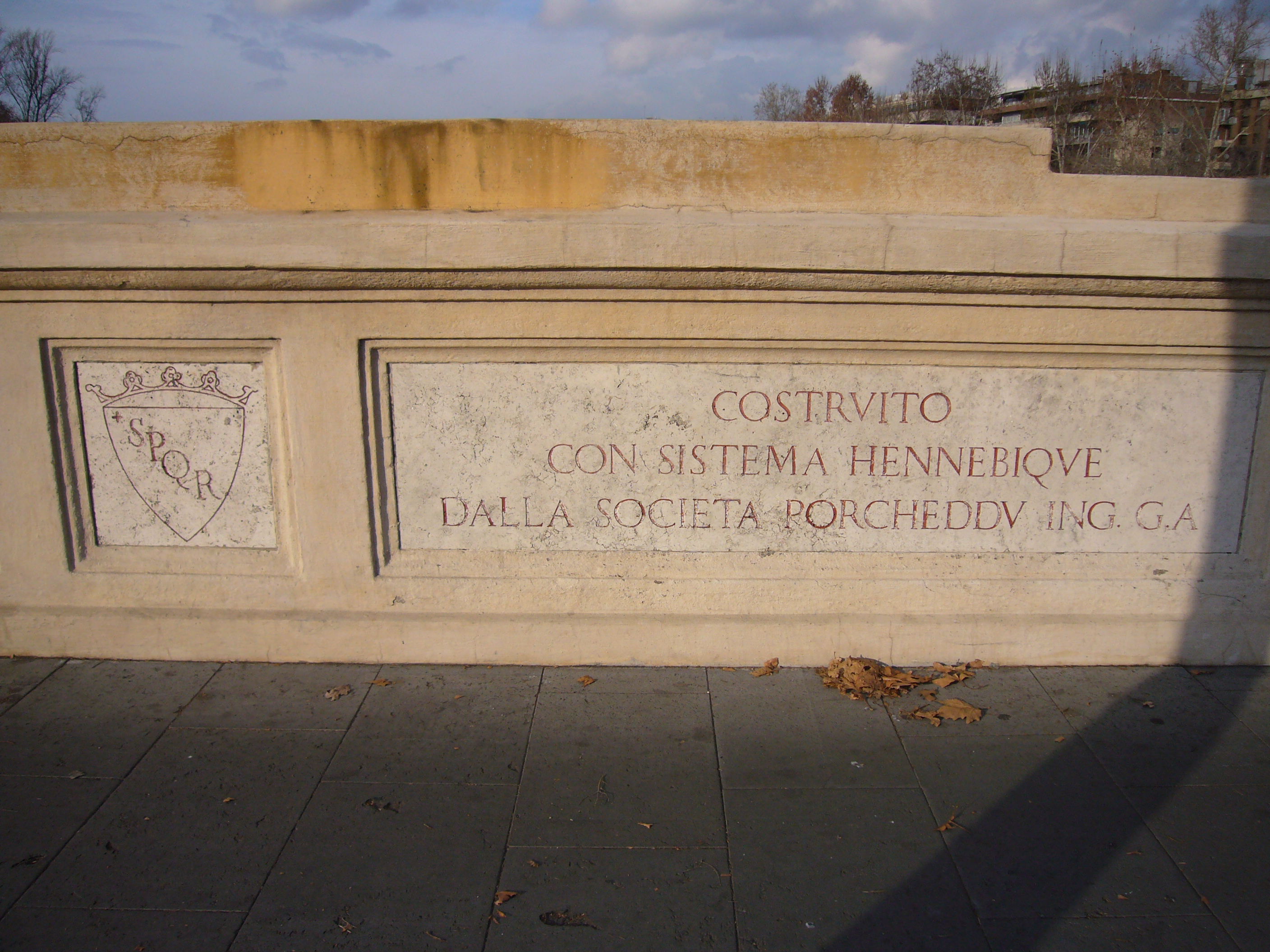
Ponte del Risorgimento, Rom. Marmorinschrift von Hennebique und Porcheddu

Giovanni Antonio Porcheddu stammt aus Sardinien, wo er als Vollwaise bei Verwandten die Jugendzeit verbrachte. Er erwarb in Sassari das Technikerdiplom und arbeitete neben dem Studium als Maurer. Mit der Unterstützung von Verwandten und der Provinzverwaltung konnte er sich an der Universität Pisa und am Politecnico Turin zum Bauingenieur ausbilden. 1890 erhielt er an der Königlichen Bauschule in Turin ein Diplom im Bauingenieurwesen, 1891 ein zweites in Elektrotechnik und 1892 zudem von der Schule am Industriemuseum von Turin ein weiteres in Montanwissenschaften. Porcheddus einflussreicher Lehrer an der Scuola di applicazione per gl’ingegneri di Torino war der Ingenieurwissenschaftler Camillo Guidi (1853–1941), der seit dem späten 19. Jahrhundert eingehende und wegweisende Studien zum neuen Baumaterial Eisenbeton durchführte und seine Erkenntnisse unter anderem über die Accademia delle Scienze di Torino bekannt machte.
Zunächst arbeitete Porcheddu in der Bergbauverwaltung Sardiniens, doch schon 1892 kehrte er nach Turin zurück. Er heiratete Amalia Dainesi, mit der er sieben Kinder hatte, von denen Giuseppe Porcheddu ein bekannter Künstler und Grafiker geworden war.
Giovanni Antonio Porcheddu machte sich bald einen Namen mit der Einführung des von François Hennebique (1842–1921) im Jahr 1892 patentierten Konstruktionssystems für Bauten aus armiertem Beton. Schon 1892 erhielt er vom Erfinder eine Exklusivlizenz für Oberitalien, so wie Attilio Muggia für Mittelitalien. In enger Zusammenarbeit mit den Büros von Hennebique in Paris und Brüssel konnte er über Jahrzehnte zahlreiche, oft prominente Ingenieurbauwerke der neuen Architektur planen und errichten, die viel zur urbanen Entwicklung der Großstädte in Italien beitrugen.
1895 gründete Porcheddu mit Ingenieur Ferrero als seinem Geschäftspartner ein Planungsbüro in Turin, das Ing. G. A. Porcheddu Studio Technico Hennebique ed Agenzia Generale per l’Alta italia. Pimeonte, Liguria, Lombardia, Veneto. Das Unternehmen entwickelte und baute mit Eisenbeton die innere Tragkonstruktion und vor allem die starken und feuersicheren Zwischenböden in Gebäuden, deren historisierende Fassaden noch aus anderem Baumaterial aufgebaut wurden. Auch bei der um 1900 errichteten Fabrik Olivetti in Ivrea, Piemont, ist das Betontragwerk noch mit Backsteinfassaden verkleidet. Besonders bei großen Industrie- und Gewerbeanlagen wurde dann schon bald das gesamte Konstruktionssystem in bewehrtem Beton ausgeführt.
Seit 1901 führte er zudem die Baufirma Impresa Porcheddu, ab 1905 hieß das Unternehmen Società Porcheddu Ing. G.A., das bis 1933 bestand und Tochterfirmen in Mailand, Genua und Rom sowie eine Baustahlfabrik in Genua unterhielt. Mit der Zeit hatte der erfolgreiche Konzern Porcheddu 20 Ingenieure und etwa 1500 Bauarbeiter angestellt; mehr als 1500 von ihm realisierte Bauwerke sind dokumentiert. Zu Porcheddus wichtigsten Mitarbeitern zählten Emilio Giay (1876–1951) und der bedeutende italienische Bauingenieur Arturo Danusso (1880–1968). An bekannten Baudenkmälern zeigten Porcheddus Ingenieure mögliche und vorteilhafte Lösungen mit dem Werkstoff Eisenbeton auf, so beim Wiederaufbau des 1902 eingestürzten Markusturms in Venedig, wo der teilweise betonierte Neubau ein viel geringeres Gewicht aufweist als ein gemauerter Turm, und wie bei der Restaurierung des Castello Sforzesco in Mailand unter Luca Beltrami, wo sie in den mächtigen Rundtürmen der mittelalterlichen Festung dringend benötigte Reservoirs für die städtische Wasserversorgung einrichteten. In ganz Italien baute die Firma Porcheddu moderne Betonbrücken. Bei der feierlichen Eröffnung der seinerzeit spektakulären Tiberbrücke Ponte del Risorgimento in Rom, der ersten großen Eisenbetonbrücke Italiens, im Jahr 1911 bezeichnete König Vittorio Emanuele III. den Bauingenieur als «re del cemento armato» («König des Eisenbetons»).
1912 erhielt Giovanni Antonio Porcheddu den  Arbeitsverdienstorden «Cavaliere del Lavoro».
Im Jahr 1933 wurde die Firma Porcheddu aufgelöst. Das Firmenarchiv des Unternehmens liegt im Politechnikum Turin.

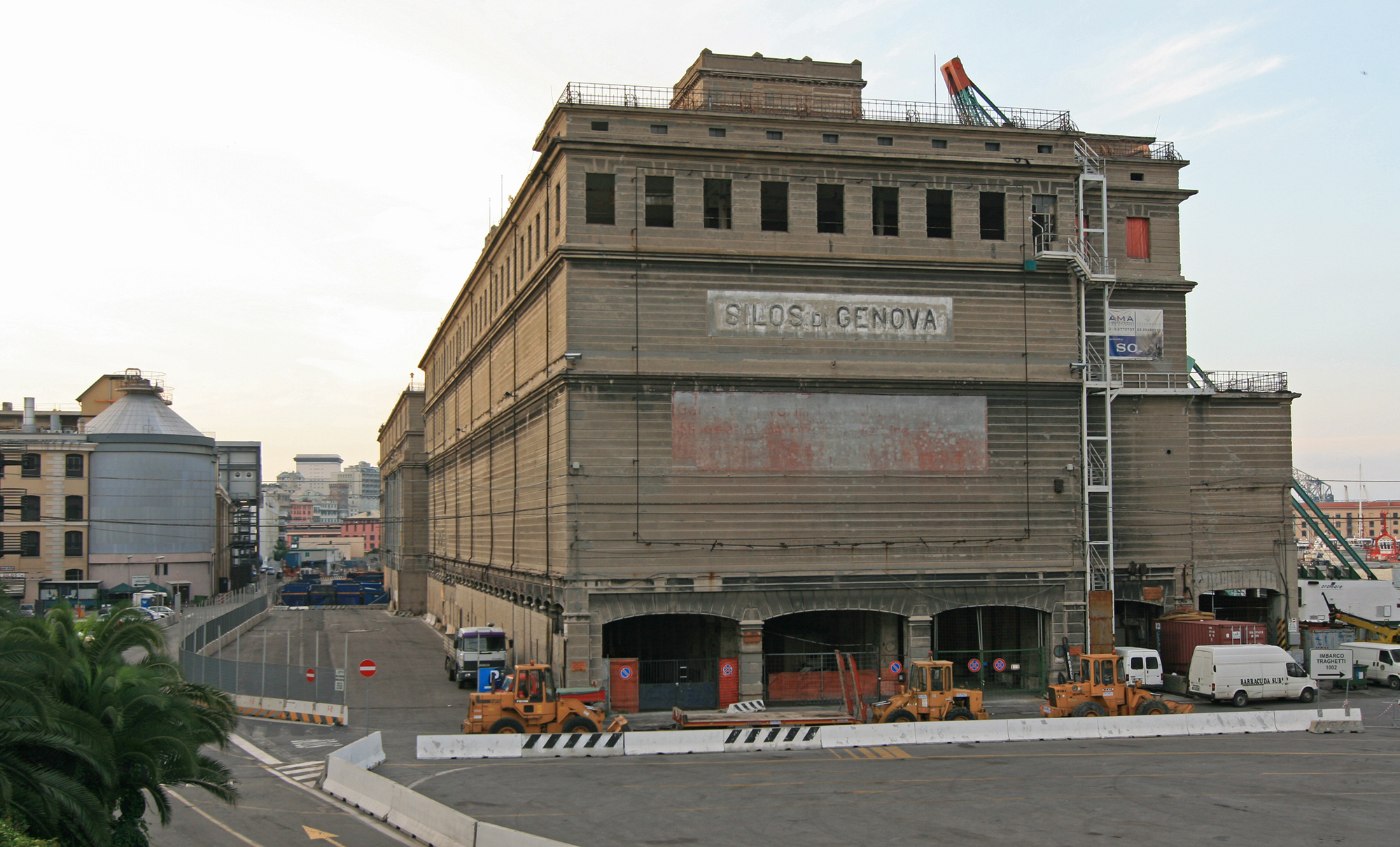
Silos im Hafen von Genua

## Bauwerke (Beispiele)
- Innenausbau Palazzo delle Assicurazioni Generali, Piazza Cordusio, Mailand, 1898
- Palazzo Gonzaga, Mailand, 1900
- Fabbrica Termotecnica e Meccanica, Turin, 1900
- Colombarobrücke, Turin, 1901
- Getreidesilo im Hafen von Genua, Santa Limbania, Prè, 1901, mit 250 m Länge seinerzeit das größte Bauwerk in Stahlbeton weltweit (Planung: Antonio Carissimo, Giovanni Crotti, Gian Battista de Cristoforis, Mailand)[11]
- Strassenbrücke über den Fluss Bormida, Millesimo, Provinz Savona, 1902 (die erste Eisenbetonbrücke in Italien; abgebrochen)[12]
- Mitarbeit am Wiederaufbau des im Jahr 1902 eingestürzten Campanile von San Marco, Venedig, 1903–1912 (Ingenieur von Porcheddu: Arturo Danusso)
- Doppeltes Wasserreservoir im Südturm des Castello Sforzesco für die Wasserversorgung der Stadt Mailand, 1904[13][14]
- Officina Grandi Motori Fiat, Turin, 1905
- Fabrikgebäude Eternit, Casale Monferrato, 1906
- Brücke über den Quatro-Fontane-Kanal, Venedig
- Brücke über den Astico, Calvene, Vicenza, 1907
- Ponte Duca degli Abruzzi über die Dora Riparia, via Cigna, Turin, 1909[15]

- Stadium, Turin, 1910

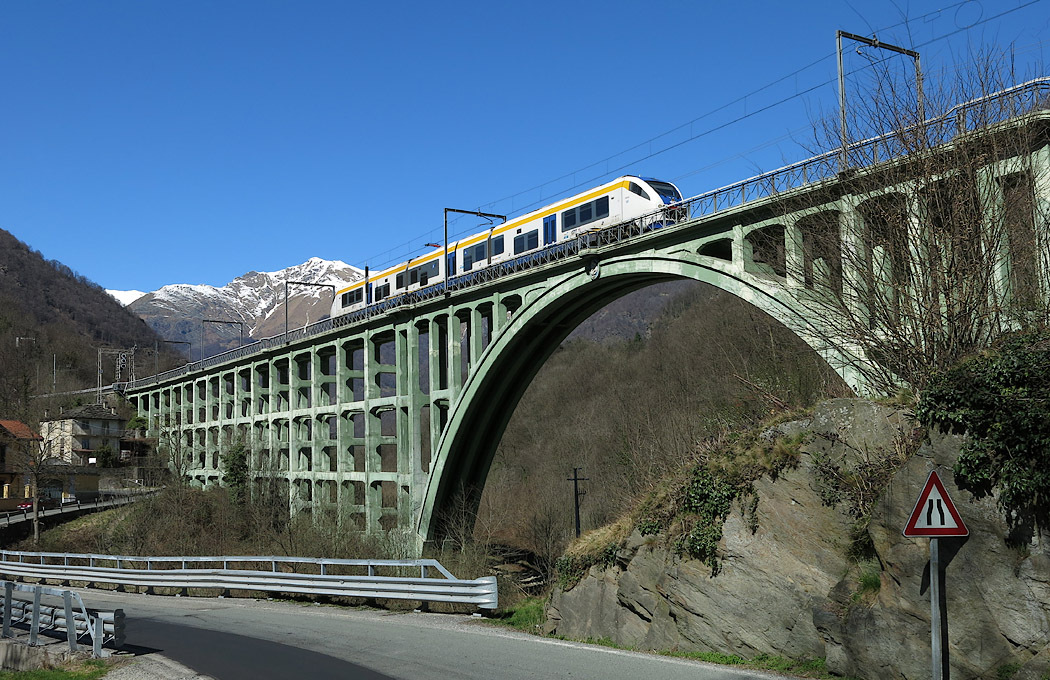
Stura-di-Valgrande-Viadukt

- Ponte del Risorgimento über den Tiber, Rom, 1911[16]
- Gebäude für den Wiederaufbau von Messina nach dem Erdbeben von 1908
- Vergrößerung des Abfertigungsgebäudes Stazione marittima im Hafen Genua, 1912–1930
- Wasserreservoir der Stadt Tripolis, Libyen
- Magazzini Generali Piemontesi, Turin, 1914
- Fabrikgebäude Olivetti, Ivrea
- Ponte Emanuele Filiberto über die Dora, Turin, 1915
- Lagerhäuser im Hafen von Imperia, Ligurien
- Bahnviadukt, Bari, 1915[17]
- Stura-di-Valgrande-Viadukt, Ceres, Piemont, 1916
- Chiusellaviadukt, Baldissero Canavese
- Fiatwerk, Lingotto, Turin, 1922 (Ingenieur: Emilio Giay)
- Ponte Balbis über den Po, Turin, 1928